# The Family (serie televisiva)
The Family è una serie televisiva statunitense, ideata da Jenna Bans per l'emittente ABC, che la trasmette dal 3 marzo 2016.
In Italia la serie va in onda in prima visione satellitare su Fox, canale a pagamento della piattaforma Sky, dal 9 maggio al 18 luglio 2016.

## Trama
Claire Warren è l'ambiziosa matriarca della famiglia Warren. Viene eletta sindaco di Red Pines (fittizia città del Maine) a seguito della scomparsa del suo terzogenito, Adam. 
Dieci anni dopo, mentre annuncia la propria candidatura per la carica di governatrice, suo figlio fa ritorno a casa. 
Tale novità stravolge la nuova normalità della famiglia e di parte della comunità: il fratello maggiore di Adam torna a casa dopo anni allo sbando, la detective Nina si trova a cercare di risolvere nuovamente un caso che credeva chiuso anni prima, il colpevole riconosciuto, vicino di casa della famiglia Warren, viene rilasciato con un'indennità e infine il giornale locale è a caccia di scoop, con la giornalista Bridey che cerca di sedurre sia il fratello che la sorella di Adam per ottenere notizie.
Interrogato dalla polizia, Adam riferisce di essere stato rapito da un uomo che lo aveva rinchiuso in un bunker e che periodicamente si approfittava di lui.
I comportamenti del ragazzo sono però sospetti e ben presto Claire scopre che non è realmente suo figlio, ma Ben, un altro bambino rapito dallo stesso uomo e tenuto prigioniero insieme ad Adam.
Avendo un passato travagliato, cambiando spesso famiglia affidataria e non conoscendo i propri genitori naturali, Ben non aveva altro posto dove andare se non dalla famiglia di Adam. Un accordo con Willa, la figlia di mezzo, lo ha portato a fingersi Adam.
Ben riferisce la morte del suo compagno di prigionia, in seguito a una malattia o una brutta ferita, cambiando spesso versione e prendendosene anche la responsabilità.
Tra incomprensioni e sospetti, Ben viene accettato come membro della famiglia che fa di tutto per proteggersi da scandali in vista delle elezioni.
Nell'ultima puntata si scopre il vero Adam ancora vivo, più intenzionato che mai a riprendersi la vita che Ben gli ha precedentemente rubato.

## Episodi
| Stagione       | Episodi | Prima TV USA | Prima TV Italia |
| -------------- | ------- | ------------ | --------------- |
| Prima stagione | 12      | 2016         | 2016            |

## Personaggi e interpreti

### Personaggi principali
- Claire Warren, interpretata da Joan Allen, doppiata da Laura Boccanera. 
Sindaco repubblicano di Red Pines e matriarca della famiglia Warren.
- Willa Warren, interpretata da Alison Pill, doppiata da Valentina Mari.
Figlia di Claire e sua addetta stampa. La sua versione più giovane nei flashback è interpretata da Madeleine Arthur, doppiata da Giorgia Ionica.
- Nina Meyer, interpretata da Margot Bingham, doppiata da Francesca Fiorentini.
Sergente del dipartimento di polizia che ha costruito la sua carriera sull'arresto di Hank per il presunto omicidio di Adam.
- Daniel "Danny" Warren, interpretato da Zach Gilford, doppiato da Emiliano Coltorti.
Figlio maggiore di Claire. La sua versione più giovane nei flashback è interpretato da Rarmian Newton, doppiato da Francesco Ferri.
- Adam Warren, interpretato da Liam James, doppiato da Leonardo Caneva.
Figlio minore di Claire che ritorna a casa dopo essere stato rapito dieci anni prima. La sua versione più giovane nei flashback è interpretata da Maxwell James.
- John Warren, interpretato da Rupert Graves, doppiato da Angelo Maggi.
Marito di Claire.
- Bridey Cruz, interpretata da Floriana Lima, doppiata da Letizia Scifoni.
Giornalista locale che ha legami con Adam e Danny. La sua versione più giovane nei flashback è interpretata da Alex Steele.
- Hank Asher, interpretato da Andrew McCarthy, doppiato da Loris Loddi.
L'uomo che ha trascorso dieci anni in prigione per il presunto omicidio di Adam.

### Personaggi ricorrenti
- Charlie Lang, interpretato da Grant Show, doppiato da Alessio Cigliano.
Governatore in carica, democratico e avversario di Claire.
- Doug, interpretato da Michael Esper.
- Thea Meyer, interpretata da Adelynn Elizabeth O'Brien.
- Gus Flores, interpretato da Felix Solis, doppiato da Franco Mannella.
- Gabe Clements, interpretato da Matthew Lawler.
- Ryan, interpretato da Matthew Rashid.
- Corey Sanchez, interpretato da Armando Riesco.
- Fran, interpretata da Jessie Mueller.

## Produzione
Il 24 settembre 2014 fu annunciato che l'ABC aveva avviato lo sviluppo di un mystery drama senza titolo nato da un'idea dalla già sceneggiatrice di Scandal Jenna Bans. La serie è prodotta dalla ABC Studios e dalla Mandeville Television; Bans figura come produttrice esecutiva insieme a David Hoberman, Todd Lieberman e Laurie Zaks.
La ABC diede il via libera alla produzione di un episodio pilota il 28 gennaio 2015. Il pilota, diretto da Paul McGuigan, iniziò ad essere filmato il seguente 12 marzo 2015 a Vancouver, nella Columbia Britannica. Gli episodi successivi furono invece filmati a New York dal mese di settembre 2015.
Il 12 maggio 2016, ABC ha cancellato la serie dopo una stagione.

## Accoglienza
The Family ha ricevuto recensioni contrastanti dalla critica. Sul sito Metacritic la prima stagione ha registrato un punteggio 58/100, equivalente a recensioni dai giudizi misti o sulla sufficienza.